# بازيم
بازيم قرية بجزيرة جربة بالجنوب التونسي. تقع في معتمدية جربة حومة السوق، إحدى معتمديات جزيرة جربة الثلاثة.

### مواضيع ذات علاقة
- جربة.
- معتمدية جربة حومة السوق.
- حومة السوق.